# СМЗ С-3А
СМЗ С-3А (эс-три-а) — двухместный четырёхколёсный автомобиль-мотоколяска, серийно выпускавшаяся Серпуховским мотоциклетным заводом с 1958 по 1970 год (c 1962-го выпускался модернизированный вариант С-3АМ). В автомобиле использовался мотоциклетный двигатель Иж-49 мощностью 8 лошадиных сил, снабжённый вентилятором и воздуховодом для охлаждения. Известен по фильму Леонида Гайдая «Операция «Ы» и другие приключения Шурика». После этого фильма автомобиль-мотоколяска получил народное прозвище «моргуновка» (в фильме мотоколяской управлял персонаж Бывалый, сыгранный актёром Евгением Моргуновым). Всего был изготовлен 203 291 автомобиль.

## История

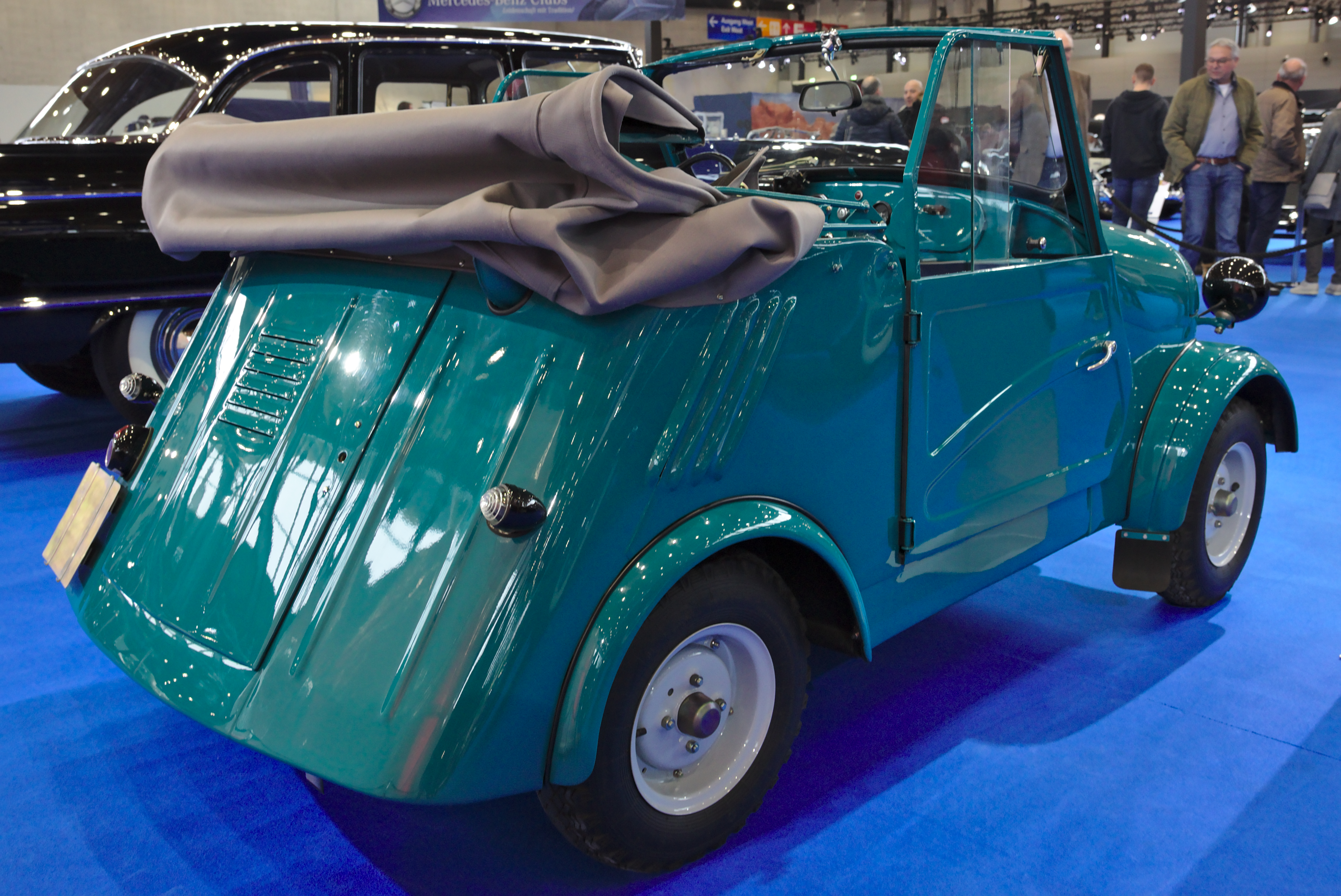
Вид сзади

С-3А сменил на конвейере трёхколёсную мотоколяску СМЗ С-1Л, будучи по сути её четырёхколёсной модификацией. Конструкция независимой передней подвески типа «Порше» (два поперечных торсиона с четырьмя продольными рычагами) и реечного рулевого управления были отработаны на опытном образце НАМИ-031, который отличался закрытым кузовом из пластмассы.
Тормоза только задние, барабанные, механические.
Главной проблемой было то, что, будучи по сути своего рода моторизованной инвалидной коляской, не предназначенной для дальних и длительных поездок, в условиях дефицита обычных автомобилей мотоколяска С-3А была также наделена частичной функциональностью обычного двухместного микроавтомобиля, пригодного для нормальной эксплуатации по дорогам общего пользования. Этот вынужденный неудачный компромисс между полноценным маленьким автомобилем и, по выражению Льва Шугурова, «моторизованным протезом» приводил к тому, что С-3А выполняла обе функции одинаково посредственно: с одной стороны, для «моторизованного инвалидного кресла» С-3А была достаточно тяжёлой (425 кг в снаряжённом виде), трудоёмкой и дорогой в изготовлении из-за цельнометаллического кузова с пространственной рамой из стальных труб, с другой — по «автомобильным» меркам она имела плохую динамику (максимальная скорость 60 км/ч), недостаточную проходимость из-за маленьких колёс и слабой тяги мотора.

## Модификации

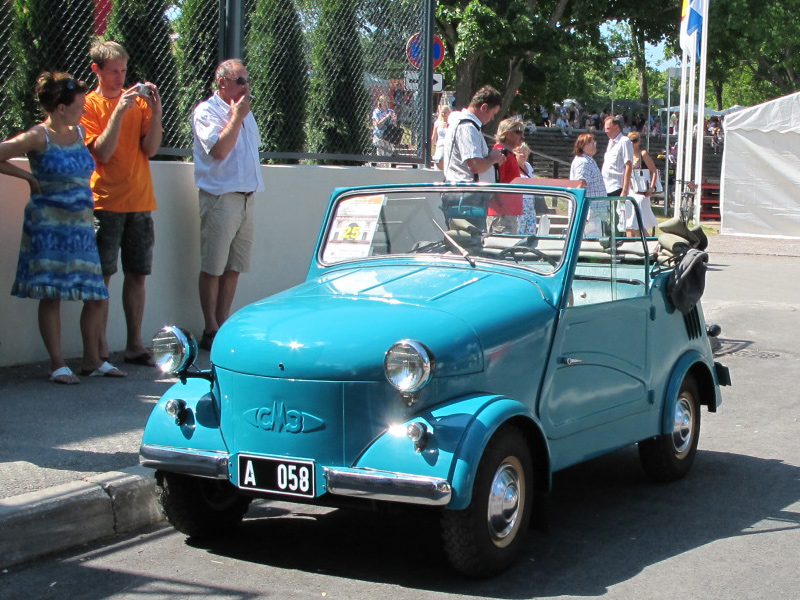
С3А на улице города Пярну (2011)

### Серийные
- C-3А — базовый вариант мотоколяски, выпускался с 1958 по 1962 год.
- C-3АБ — модификация базового варианта, отличалась рулевым управлением реечного типа и боковым остеклением.
- С-3АМ — модернизированный вариант мотоколяски, выпускался с 1962 по 1970 год. Модернизированная модель отличалась от базовой резиновыми шарнирами полуосей, более совершенным глушителем, гидравлическими телескопическими амортизаторами вместо фрикционных и рядом других незначительных улучшений.
- С-3Б — модификация С-3А, предназначенная для управления инвалидами с одной рукой и одной ногой, выпускалась в 1959—1962 годах (по другим сведениям — в 1960—1961). Всего было выпущено 7819 экземпляров данной модификации.

### Экспериментальные
- C-4A (1959) — опытный вариант с жёсткой крышей, в серию не пошёл.
- C-4Б (1960) — прототип с кузовом купе, в серию не пошёл.
- С-5А (1960) — опытный образец с кузовными панелями из стеклопластика, в серию не пошёл.
- СМЗ-НАМИ-086 «Спутник» (1962) — прототип с закрытым кузовом, разработанный конструкторами НАМИ, ЗИЛа и АЗЛК[1].

## В игровой и сувенирной промышленности
- Издательство «Де Агостини» — сборник «Автолегенды СССР»: масштаб 1:43 — промышленный тираж.